# Paysage avec Orphée et Eurydice
Paysage avec Orphée et Eurydice est une huile sur toile peinte vers 1650-1653 par Nicolas Poussin. Ses dimensions sont de 124 x 200 cm. Acquise en 1665, elle fait partie de la collection de Louis XIV. L'œuvre entre dans les collections du département des peintures du musée du Louvre sous le numéro INV 7307. Le sujet est l'histoire d'Orphée et Eurydice provenant des Métamorphoses d'Ovide. Ce tableau est un des plus célèbres et des plus représentatifs des paysages de Nicolas Poussin.
La première attestation de ce tableau date de 1665, lorsqu'il fut acquis par le roi de France Louis XIV qui l'inscrivit dans ses collections. Par la suite, le tableau entra dans celles du musée du Louvre en rejoignant le département des peintures. L’œuvre intégra temporairement le Louvre Lens en 2013 à l'occasion de l'exposition temporaire « La Galerie du temps ».
Nicolas Poussin naît aux alentours de 1594 en France, plus précisément en Normandie, aux Andelys. Sa jeunesse étant peu connue, on sait toutefois qu’il grandit dans une famille de paysans. Il apprend la peinture en 1611, au contact de Quentin Varin, sur les conseils duquel il part pour la capitale. Il entre dans l’atelier de Georges Lallemand et accède aux collections royales au contact desquelles il étudie plusieurs pratiques artistiques : les marbres de l’Antiquité, la peinture italienne et les gravures de Raphaël. Il arrive à Paris vers 1612 pour commencer des travaux dont la nature est incertaine, puis part pour Rome en 1624. Il y rencontre du sculpteur flamand François Duquesnoy. Il rentre alors sous la protection de plusieurs mécènes. Lors de ce long séjour, on suppose qu'il vit les œuvres de Raphaël et du Titien, en raison de son accès aux collections royales. Après un bref aller-retour à Paris, il restera à Rome jusqu’à sa mort en 1665.

## Historique de l'œuvre
Paysage avec Orphée et Eurydice est un tableau haut de 149 centimètres et large de 225 centimètres peint vers 1650-1653 par Nicolas Poussin. Le sujet de cette œuvre vient des Métamorphoses d'Ovide : Eurydice a été mordue par un serpent, le jour même de ses noces avec Orphée. Ce dernier joue de la lyre sans se rendre compte de cet accident qui provoque la mort d'Eurydice. L'œuvre est acquise quelques années plus tard, en 1665, et fait partie de la collection de Louis XIV.
Elle entre dans les collections du département des peintures du musée du Louvre, et est inventoriée sous le numéro INV 7307.
Si le contexte de la création du tableau est confus, il faut savoir que la toile a été coupée dans sa hauteur de 22 centimètres. Cet acte peut apporter des informations sur son origine. L’acquisition par le collectionneur et amateur de Poussin, Jean Pointel, permet d’en savoir un peu plus sur la raison de ce rognage. Selon Brejon de Lavergnée, les écrits de Félibien apporteraient des précisions sur la question, sachant que l’on suppose que la coupure daterait d’avant 1685. Ses écrits affirment que Le Paysage avec un homme tué par un serpent, conservé à la National Gallery de Londres, également coupé dans sa hauteur, fut réalisé pour ce Jean Pointel, de fait, il est possible de supposer que ces deux tableaux étaient réalisés pour la même occasion 1. De plus, ils semblent avoir une chronologie similaire et converger en plusieurs points. La présence du serpent, le tragique, le paysage, et leur supposé contexte de commande renforce la vision de ces deux tableaux comme des pendants, ayant une relation peut être narrative.
1Poussin	and nature, p. 2387

## Le sujet: le mythe d'Orphée et Eurydice
Le sujet du tableau provient d'un épisode de la mythologie gréco-romaine, et illustre un moment fondamental du mythe d'Orphée et Eurydice. L'histoire est issue des Métamorphoses d'Ovide, une des sources principales des récits de cette mythologie. L'histoire d'Orphée et Eurydice débute, dès le jour de leur mariage, par un funeste présage qu'il est nécessaire d'avoir en tête en raison des multiples interprétations du tableau de Poussin. En effet, lors de la cérémonie du mariage, il était d'usage de faire brûler un feu sacré, qui représentent le dieu Hymen, la divinité protectrice du mariage. Pour des raisons inconnues, les flammes se sont éteintes lors des festivités, sans que personne n'y prête attention, ce signe laissant imaginer le destin tragique des jeunes époux. L'épisode représenté est celui où Eurydice vient de se faire mordre par un serpent, morsure qui causera sa mort. Orphée parviendra à aller chercher Eurydice aux Enfers, à la seule condition de ne se retourner pour la voir qu'une fois tous deux sortis. Mais Orphée enfreindra cet avertissement et entraîna avec son imprudence la perte définitive d'Eurydice. Le destin tragique touchera alors les deux amants, Orphée étant condamné à vivre dans la douleur de l'être aimé perdu.
Dès les années 1640, il est possible de remarquer que Poussin manifeste une attention plus grande aux sujets antiques. C'est donc avec une certaine cohérence qu’il reprend ici les récits d'Ovide. De plus, ces mythes lui permettent de représenter des idées plus abstraites qui le travaillent, comme ici, le rapport au tragique.

## Description analysée
La composition s'inspire fortement du livre X des Métamorphoses d'Ovide avec la scène représentant la mort d'Eurydice au premier plan. En effet, le couple vient probablement de se marier comme le dit la légende et Eurydice a déposé sa couronne de fleurs qu'elle portait pendant la cérémonie et qui est peut-être celle présente sur le rocher à la droite du tableau. Au premier plan se trouvent les jeunes époux Orphée et Eurydice. Le groupe de personnages se compose d'Orphée qui joue de la lyre avec une cape rouge suivi des naïades qui l'écoutent passionnément et qui, dans la légende, accompagnent Eurydice. Hyménée se tient debout entre les naïades et Eurydice. Si Orphée joue naïvement de sa lyre à quelques nymphes, Hyménée qui semble s'approcher de lui, paraît moins insouciant. Eurydice est représentée comme une beauté classique. Elle vient tout juste de se faire mordre par le serpent et pousse un cri de douleur et de frayeur. Les naïades semblent envoûtées par la musique d'Orphée et sont indifférentes à l'intimité que le couple pourrait vouloir peu de temps après leur mariage. Elles n'entendent pas Eurydice crier et n'ont pas vu l'action car elles écoutent toujours le musicien sans se préoccuper d'autre chose. Cette scène prend place au sein d'un paysage idyllique, excepté la fumée émanant du château Saint-Ange à l'arrière-plan.
Orphée ne semble pas non plus montrer d’intérêt à passer du temps avec sa femme et joue volontiers pour les nymphes et pour lui-même tandis qu'Eurydice, est à l'écart. En effet, Orphée et les nymphes semblent former un groupe séparé d'Eurydice par Hyménée qui est debout, dos tourné à Eurydice. Elle s'est éloignée pour cueillir des fleurs sauvages avec son panier et le serpent la mord. Eurydice vient tout juste de se faire mordre dans le tableau car le serpent est représenté en train de s'enfuir. Elle est alors seule dans sa douleur car personne d'autre n'a remarqué l'attaque du serpent excepté le pêcheur qui est juste derrière elle. Ce dernier s’apprête à se lever et s’approcher d'elle. Elle est ignorée car les autres personnages semblent écouter les notes du musicien avec passion à l'exception d'Hyménée qui semble indifférent. Orphée est également éloigné de son épouse par son attitude, et paraît oublier son devoir conjugal. Il ne semble pas faire attention à sa femme et à son mariage. Il y a une forte opposition entre l'expression horrifiée d'Eurydice et le visage d'Orphée qui exprime l'extase et la sérénité car plongé dans son art. Sa tête est levée vers le ciel, soit pour chercher l'inspiration, soit pour remercier les dieux ou encore les prendre à témoin de sa belle musique. Face à son attitude et à la légende, il est possible de se demander si Orphée est vraiment compatible avec le mariage et s'il ne serait pas retourné dans les Enfers de manière volontaire et inconsciente, car il aurait compris que, même s'il aime Eurydice, il ne serait pas heureux dans le couple. Dans l'histoire, il s'agit probablement de la première représentation d'Eurydice en train de se faire mordre par un serpent dans toute l'iconographie du mythe d'Orphée et Eurydice.
L'action est figée mais la suite de l'histoire dépend de l’interprétation du spectateur. En ce qui concerne le personnage d'Eurydice, elle est le personnage le plus important car elle se trouve au centre de la composition et est écrasée par l'immensité du paysage. Le spectateur assiste, impuissant, à l'agonie de l'innocence ainsi qu'à l'irruption de l'événement tragique dans un paysage idyllique. Le bonheur du mariage et de l'insouciance s'envole et le malheur et la tragédie s'installent. La lumière laisse progressivement place à l'ombre qui se rapproche de la scène principale. Le serpent est un animal récurrent dans les œuvres de Poussin car il est également présent dans Paysage avec un homme mordu par un serpent, L'hiver : Le Déluge et Moise changeant en serpent la verge d'Aaron.
Dans l’œuvre, la lumière laisse à penser que l'action se passe en fin d'après-midi. Comme souvent dans les paysages de Poussin, la lumière vient du haut à gauche, ce qui nous donne un indice sur le moment de la journée. La scène tragique est illuminée de manière théâtrale et il est possible de constater l'absence de source de lumière, même si le spectateur sait qu'elle existe. Ce dernier procédé de ne pas montrer la source de lumière laisse une grande liberté au peintre qui peut placer les zones d'ombres et de lumières selon sa volonté. La lumière est également en opposition avec le drame de l'action car elle semble sereine, presque féerique et apporte au sujet une majesté classique. La lumière éclaire de plein fouet l'événement et une zone d'ombre à gauche s'avance lentement vers le couple, symbole des ténèbres qui prennent le pas sur la nature paradisiaque et le mariage heureux.
L'organisation de la composition est aussi révélatrice de la tension de la scène. La composition est donc divisée par le fleuve, mais on peut également voir une oblique se dessiner et séparer le tableau en deux. Cette ligne est constituée de l'ombre de la végétation, ainsi que par l'organisation des nuages au ciel, qui sont comme poussés par la lumière qui, elle aussi, traverse le tableau en ce sens, éclairant et rendant sa primauté aux personnages du centre. La profondeur est due à la multiplicité des plans. Le jeu de couleur fait aussi certains parallèles. Le groupe de personnes s'égaillant autour du lac plus loin, séparé par le point d’eau est rehaussé de touches de rouge, couleur que porte Orphée, peut être pour rappeler son insouciance. Mais ici, il est possible de voir des personnages qui jouissent des plaisirs de la vie, jouant de manière insouciante de la musique et contribuant ainsi à l'harmonie du tableau. Cela montre qu'il a une vision bienveillante de la condition humaine. Inconscient des malheurs du monde, sont dans le leur, dans leur bulle. En plus le fleuve les sépare de l'incendie funeste. Il y a un contraste entre l'harmonie du premier plan et la tension qui y règne au fond. La liaison étant peut être l'accident qui arrive à Eurydice, dont le visage exprime l'inquiétude.
La place des personnages est minime par rapport au décor. Il y a une forte opposition entre la taille des personnages et celle de la nature. Cette dernière est le vrai sujet du tableau et les actions des humaine passent pour être insignifiantes face à elle. En effet, l'homme ne peut pas changer l'ordre des choses mis en place par la nature. Le paysage n'est plus un genre mineur et Nicolas Poussin remet la nature à sa place c'est-à-dire au dessus de l'homme. Il y a aussi un contraste entre la nature charmante et heureuse et la scène dramatique qui est en train de se dérouler sous les yeux du spectateur. Cela peut être interprété comme la chance qui peut tourner. Le revers de fortune peut arriver à n'importe qui à n'importe quel moment, par une simple morsure. Nicolas Poussin décrit ici la force de la fatalité. C'est aussi une manière de réfléchir sur l'artiste qui, aveuglé, se perd, par ses passions mais aussi réfléchir sur les événements de la vie humaine. Les revers de fortune et le cycle du temps sont des thèmes appréciés par Nicolas Poussin.
Il s'agit également d'une lecture chrétienne d'un sujet mythologique, ce qui est habituel chez Poussin, car la morale c'est la puissance de la nature qui est une création divine. La nature est imposante mais surtout tellement parfaite qu'elle semble irréelle. Elle est harmonieuse et accueillante. La toile est donc divisée en deux parties par le fleuve : devant celui-ci, il y a cette scène tragique qui se déroule et de l'autre coté, les hommes sont insouciants et la vie continue. Bien que les paysages de Poussin soient toujours issus de son imagination, celui-ci fait penser à l'Italie par le château Saint-Ange en arrière-plan et qui, normalement, se trouve à Rome. Le château Saint-Ange d'où s'échappe la fumée peut aussi être l'objet d'une interprétation. On sait qu'il s'agit d'un monument romain, (près du Tibre) détourné de ses fonctions funéraires pour devenir un ouvrage militaire. Mais ici, il semble selon l'historien de l'art et conservateur, Dominique Ponnau, que le monument serait présent pour sa fonction première, celle de mausolée. Sa présence peut être interprétée comme le renforcement du symbole funeste. Plus intrigant, derrière le lac, Friedlaender y voit la ville des Ciconiens, là où le mariage a eu lieu (qui se situe pourtant en Grèce, pas à Rome où se trouve l'ancien mausolée évoqué). Le tout dans un paysage, calme, très serein, par temps agréable. Cependant, il est possible de noter que la végétation de climat tempérée et non méditerranéenne contraste avec cette campagne qui ressemble fortement à celles de Toscane ou du Latium. La richesse de la verdure ne correspond pas au soleil brûlant. Bien que des auteurs pensent qu'il s'agit de la ville grecque des Ciconiens, il est retenu qu'il s'agit plutôt de la campagne romaine. Le château en arrière-plan laisse échapper de la fumée pouvant être interprété comme un début d'incendie, un festin préparé dans les cuisines, l'annonce du destin tragique d'Eurydice ou encore un rappel de la torche d'Hyménée qui a sifflé durant la cérémonie du mariage entre Orphée et Eurydice.
Dans ce paysage de Nicolas Poussin, il est possible de voir une œuvre à dessein psychologique. Chaque motif a son sens, c'est plus psychologique car il faut tout déchiffrer, être attentif à ce que la composition peut signifier. Il y un réel contraste entre la joie de vivre et le tragique qui couve et qu'on devine d'après l’arrière plan et la tension qui règne dans cette composition. Il faut retenir que le tragique s'invite dans un paysage idyllique. Les deux atmosphères cohabitent.
Il y a un contraste entre les personnes joyeuses et insouciantes, Orphée passionné, les naïades indifférentes et Eurydice, seule dans sa souffrance qui annonce l'orage. Il s'agit d'une opposition entre la vie et la mort, entre ce qui est en train de vivre et ce qui est en train de mourir. En effet, alors qu'Eurydice vient de se faire mordre, la vie continue autour d'elle ou sa tragédie intervient alors que la vie se déroule. De l'autre coté du fleuve, des hommes se baignent, insouciants, tandis que d'autres travaillent. La nature suit ainsi son cours régulier. Le cycle de la vie est présent : l'homme travaille, s'amuse et meurt. La vie est donc très présente dans la composition qui est en mouvement par ces personnages qui s'activent. Nicolas Poussin montre son attachement à la nature, en la représentant majestueuse et gracieuse, mais aussi aux humains qui mènent leur vie innocente. La vie de l'homme est éphémère mais l'ordre de la nature est éternelle.
C’est une époque où Poussin va vouloir peindre les actions humaines, et comme nous dit l'historien de l'art et spécialiste de Poussin, Anthony Blunt, les grands sentiments nobles. Il poursuit en disant que la peinture doit être en accord avec les principes de la raison. C’est pourquoi la composition est si ordonnée, si réglée. Il y a cette idée de recréer comme la nature l’aurait fait, c’est-à-dire de manière parfaite. « une peinture qui s’adresse à l’esprit et non à l’œil » comme l'affirme Blunt. Il exprime des passions dans ses peintures de paysages, qui doivent faire ressentir des émotions à celui qui les regarde. C’est une œuvre très poétique ou règne une unité et harmonie naturelle.

## Nicolas Poussin et les Paysages
Le moment où Pousin réalise ce tableau correspond au moment où il atteint sa maturité artistique. Cette période compte ses œuvres parmi les plus célèbres, notamment ses paysages. La pratique du paysage chez Poussin se fait le plus souvent sur croquis, il ne va jamais devant le paysage. Il se base sur ses croquis dans un premier temps puis laisse son imagination continuer. Cette imagination, où la Normandie garde toujours une grande place, est importante, comme le suppose Michel Déon.
La peinture de paysage est un genre dans lequel se démarquera Poussin. De plus, l'affirmation de ces paysages, considérés comme genre mineur selon la hiérarchie de Félibien, va connaître un essor considérable avec le traitement qu'en fera Poussin. Il lui sera prêté des valeurs héroïques qui contribueront à renouveler la considération de la peinture du paysage. Les deux qualificatifs récurrents pour ses paysages seront « idéal » et « héroïque ».
Avant d'entamer la période lors de laquelle il peignit Orphée et Eurydice, Poussin renouvela sa peinture, inspiré par son passage à Paris. Il réalisa des toiles qui seront considérées comme l'apogée de la peinture classique française. La formation de la composition, les sujets, les thèmes développés, tout une vision nouvelle émerge et affirme ce classicisme de manière absolue. Anthony Blunt affirme que les idées atteignent là une plus grande clarté. Pourtant, c’est une période où, l’âge avançant, il commence à perdre un peu le contrôle de ses mains.
Les paysages sont toujours issus de l'imagination de l'artiste et sont souvent qualifiés d' «héroïques» ou « idéalisés » car il ne se contente pas de prendre la nature comme principale source d'inspiration mais, selon Bellori, il la dépasse. Ce qui caractérise les paysages de Poussin et le différencie des autres paysagistes, c'est sa capacité de construire le paysage par la raison. Cette dernière sera le point de départ pour savoir quel sera le meilleur agencement possible entre la nature et les personnages. L'artiste commence à réaliser ces immenses paysages dans les années 1640 alors qu'il est essentiellement spécialisé dans les peintures religieuses. Il n'est donc pas surprenant de remarquer des éléments religieux dans les premiers paysages de cette période tels que Saint Matthieu et l'Ange et Saint Jean à Pathmos.
Selon Félibien, Poussin produisit entre 1648 et 1652 une douzaine de paysages très variés et qui devinrent ses plus grandes œuvres en la matière. Leur caractère exceptionnel tient à leur atmosphère spécifique mais surtout à leur visée morale et la signification profonde du sujet. Paysage avec Orphée et Eurydice s'insère dans cette période. Cruauté du destin et force de la fatalité sont les sujets de prédilection de Poussin comme dans Paysage avec Orphée et Eurydice mais aussi Les bergers d'Arcadie.
L'artiste commence à peindre réellement des paysages vers la fin de sa vie, dans les années 1640.
Les paysages de Poussin représentent surtout une nature accueillante, sereine et imposante avec une certaine symétrie et un agencement maîtrisé. C'est une nature contrôlée dans laquelle l'artiste met en valeur les charmes de la nature. Cette dernière est le lieu ou l'homme vit ses activités au quotidien et Poussin se plaît à représenter l'homme dans des activités simples avec sa chance, ses malheurs et ses revers de fortune.

## Influences et postérité
Poussin fut bouleversé par l'agencement et la manière de réaliser les paysages chez le Titien. Le traitement strict de ce dernier se retrouve dans les peintures de Poussin datant d'avant les années 1640 telles que Echos et Narcisse. En effet, cette œuvre et d'autres, possèdent une opposition entre les deux côtés du tableau : l'un présente une végétation touffue tandis que l'autre laisse entrevoir une ouverture vers l'horizon lumineux. Cette influence provient des œuvres du Titien comme Martyre de saint Pierre. Poussin travailla beaucoup ce procédé pour lui donner une signification romantique tel que dans Aurore et Céphale. Néanmoins, il change de style dans les années 1640-50 pour peindre des paysages spectaculaires et immenses. Poussin a étudié le classicisme d'Annibal Carrache. Il est en effet possible de souligner l'apport des peintures de paysage du second afin de comprendre l'évolution du premier. On sait que Poussin a pu voir les œuvres d'Annibal Carrache, mais il est possible de ressentir dans ses peintures de paysages, notamment celles datant de l'apogée de sa carrière, l'influence du maître bolonais. Notamment dans le caractère héroïque qui revient souvent. La nature, selon les termes de Wittkower paraît « domptée et ennoblie par la présence de l'homme ». Cette inspiration s'inscrit dans la continuité d'un art classicisant, mais différent du cadre bolonais. Cette continuité sera en France davantage rationnelle. D'où aussi l'aspect moralisateur de ses peintures. Annibale Carrache : Paysage avec repos durant la fuite en Égypte. Cette œuvre met également l'accent sur le paysage en le représentant de manière importante par rapport à l'action qui s'y déroule. L'homme est de nouveau au second plan.
On peut aussi s'interroger sur l'influence de la philosophie de Descartes, notamment de ses Passions de l'âme, paru en 1649, dans l'avancée des œuvres de Poussin. On peut y voir là une influence du classicisme, Wittkower parle de représentation des affetti, basée sur la rationalité, qu'on peut lier avec l'importance de la philosophie de l'époque.
Une corrélation est perceptible entre ces sujets moraux (des toiles très classiques qu'il fait après son retour à paris), avec les tragédies classiques de Corneille en raison des grands sentiments et valeurs morales qui y sont développés. Mais Poussin, lui est rationnel. Le sujet permet aussi au peintre français d’illustrer un thème récurrent dans ses œuvres : les instants tragiques ; les fatalités de la condition humaine peut-être aussi.
Il est possible de remarquer que le Dominiquin a eu une influence sur l'organisation rationnelle des paysages de Poussin. Quelques peintures, dont La Parnasse, présentent des inspirations provenant de Raphaël et de l'école de Bologne. C'est grâce aux peintures de Nicolas Poussin et de Claude Lorrain, les deux plus grands paysagistes de leur temps, que la postérité peut avoir un aperçu de la campagne romaine.

## Expositions
Paysage avec Orphée et Eurydice est présenté en 2013 et en 2014 dans l'exposition semi-permanente La Galerie du temps au Louvre-Lens,.